# Lista prezydentów Kolumbii

## Chronologiczna lista prezydentów Kolumbii

### Republika Kolumbii (1819–1831)
| # | Imię i nazwisko | Imię i nazwisko                            | Początek kadencji | Koniec           | Partia polityczna |
| - | --------------- | ------------------------------------------ | ----------------- | ---------------- | ----------------- |
| 1 |                 | Simón Bolívar y Palacios (1783–1830)       | 15 lutego 1819    | 4 maja 1830      | bezpartyjny       |
| 2 |                 | Joaquín de Mosquera y Arboleda (1787–1878) | 4 maja 1830       | 4 września 1830  | bezpartyjny       |
| 3 |                 | Rafael Urdaneta y Faría (1788–1845)        | 4 września 1830   | 30 kwietnia 1831 | bezpartyjny       |
|   |                 | wakat                                      | 30 kwietnia 1831  | 10 marca 1832    |                   |

### Republika Nowej Granady (1832–1858)
| # | Imię i nazwisko | Imię i nazwisko                                   | Początek kadencji | Koniec           | Partia polityczna                |
| - | --------------- | ------------------------------------------------- | ----------------- | ---------------- | -------------------------------- |
| 1 |                 | Francisco de Paula Santander y Omaña (1792–1840)  | 10 marca 1832     | 1 kwietnia 1837  | bezpartyjny                      |
| 2 |                 | José Ignacio de Márquez Barreto (1793–1880)       | 1 kwietnia 1837   | 1 kwietnia 1841  | bezpartyjny                      |
| 3 |                 | Pedro Alcántara Herrán Martínez (1800–1872)       | 1 kwietnia 1841   | 1 kwietnia 1845  | bezpartyjny                      |
| 4 |                 | Tomás Cipriano de Mosquera y Arboleda (1798–1878) | 1 kwietnia 1845   | 1 kwietnia 1849  | bezpartyjny                      |
| 5 |                 | José Hilario López Valdéz (1798–1869)             | 1 kwietnia 1849   | 1 kwietnia 1853  | Kolumbijska Partia Liberalna     |
| 6 |                 | José María Obando del Campo (1795–1861)           | 1 kwietnia 1853   | 17 kwietnia 1854 | Kolumbijska Partia Liberalna     |
| 7 |                 | José María Melo y Ortiz (1800–1860)               | 17 kwietnia 1854  | 4 grudnia 1854   | wojskowy                         |
|   |                 | wakat                                             | 4 grudnia 1854    | 1 kwietnia 1857  |                                  |
| 8 |                 | Mariano Ospina Rodríguez (1805–1885)              | 1 kwietnia 1857   | 1 kwietnia 1861  | Kolumbijska Partia Konserwatywna |

### Konfederacja Granadina (1858–1863)
| # | Imię i nazwisko | Imię i nazwisko                                   | Początek kadencji | Koniec          | Partia polityczna                |
| - | --------------- | ------------------------------------------------- | ----------------- | --------------- | -------------------------------- |
| 1 |                 | Mariano Ospina Rodríguez (1805–1885)              | 1 kwietnia 1857   | 1 kwietnia 1861 | Kolumbijska Partia Konserwatywna |
| - |                 | Juan José Nieto Gil (1805–1866)                   | 25 stycznia 1861  | 18 lipca 1861   | Kolumbijska Partia Liberalna     |
| 2 |                 | Bartolomé Calvo Díaz (1815–1889)                  | 1 kwietnia 1861   | 18 lipca 1861   | Kolumbijska Partia Konserwatywna |
| 3 |                 | Tomás Cipriano de Mosquera y Arboleda (1798–1878) | 18 lipca 1861     | 4 lutego 1863   | Kolumbijska Partia Liberalna     |

### Stany Zjednoczone Kolumbii (1863–1886)
| #  | Imię i nazwisko | Imię i nazwisko                                   | Początek kadencji | Koniec          | Partia polityczna            |
| -- | --------------- | ------------------------------------------------- | ----------------- | --------------- | ---------------------------- |
| 1  | '               | Tomás Cipriano de Mosquera y Arboleda (1798–1878) | 14 maja 1863      | 1 kwietnia 1864 | Kolumbijska Partia Liberalna |
| 2  |                 | Manuel Murillo Toro (1816–1880)'                  | 1 kwietnia 1864   | 1 kwietnia 1866 | Kolumbijska Partia Liberalna |
| 3  |                 | Tomás Cipriano de Mosquera y Arboleda (1798–1878) | 1 kwietnia 1866   | 23 maja 1867    | Kolumbijska Partia Liberalna |
| 4  |                 | Santos Acosta Castillo (1828–1901)                | 23 maja 1867      | 1 kwietnia 1868 | Kolumbijska Partia Liberalna |
| 5  |                 | Santos Gutiérrez Prieto (1820–1872)               | 1 kwietnia 1868   | 1 kwietnia 1870 | Kolumbijska Partia Liberalna |
| 6  |                 | Eustorgio Salgar Moreno (1831–1885)               | 1 kwietnia 1870   | 1 kwietnia 1872 | Kolumbijska Partia Liberalna |
| 7  |                 | Manuel Murillo Toro (1816–1880)                   | 1 kwietnia 1872   | 1 kwietnia 1874 | Kolumbijska Partia Liberalna |
| 8  |                 | Santiago Pérez de Manosalbas (1830–1900)          | 1 kwietnia 1874   | 1 kwietnia 1876 | Kolumbijska Partia Liberalna |
| 9  |                 | Aquileo Parra Gómez (1825–1900)                   | 1 kwietnia 1876   | 1 kwietnia 1878 | Kolumbijska Partia Liberalna |
| 10 |                 | Julián Trujillo Largacha (1828–1883)              | 1 kwietnia 1878   | 1 kwietnia 1880 | Kolumbijska Partia Liberalna |
| 11 |                 | Rafael Núñez Moledo (1825–1894)                   | 1 kwietnia 1880   | 1 kwietnia 1882 | Kolumbijska Partia Liberalna |
| 12 |                 | Francisco Javier Zaldúa y Racines (1811–1882)     | 1 kwietnia 1882   | 21 grudnia 1882 | Kolumbijska Partia Liberalna |
| 13 |                 | José Eusebio Otálora Martínez (1826–1884)         | 21 grudnia 1882   | 1 kwietnia 1884 | Kolumbijska Partia Liberalna |
| 14 |                 | Rafael Núñez Moledo (1825–1894)                   | 1 kwietnia 1884   | 1 kwietnia 1886 | Kolumbijska Partia Liberalna |

### Republika Kolumbii (1886-)
| #  | Imię i nazwisko | Imię i nazwisko                                    | Początek kadencji | Koniec            | Partia polityczna                   |
| -- | --------------- | -------------------------------------------------- | ----------------- | ----------------- | ----------------------------------- |
| 1  |                 | Rafael Núñez Moledo (1825–1894)                    | 1 kwietnia 1886   | 18 września 1894  | Partia Narodowa                     |
| 2  |                 | Miguel Antonio Caro Tobar (1845–1909)              | 18 września 1894  | 7 sierpnia 1898   | Partia Narodowa                     |
| 3  |                 | Manuel Antonio Sanclemente Sanclemente (1814–1902) | 7 sierpnia 1898   | 31 lipca 1900     | Partia Narodowa                     |
| 4  |                 | José Manuel Marroquín Ricaurte (1827–1908)         | 31 lipca 1900     | 7 sierpnia 1904   | Kolumbijska Partia Konserwatywna    |
| 5  |                 | Rafael Reyes Prieto (1849–1921)                    | 7 sierpnia 1904   | 27 lipca 1909     | Kolumbijska Partia Konserwatywna    |
| 6  |                 | Ramón González Valencia (1851–1928)                | 7 sierpnia 1909   | 7 sierpnia 1910   | Kolumbijska Partia Konserwatywna    |
| 7  |                 | Carlos Eugenio Restrepo Restrepo (1867–1937)       | 7 sierpnia 1910   | 7 sierpnia 1914   | Unia Republikańska                  |
| 8  |                 | José Vicente Concha Ferreira (1867–1929)           | 7 sierpnia 1914   | 7 sierpnia 1918   | Kolumbijska Partia Konserwatywna    |
| 9  |                 | Marco Fidel Suárez (1855–1927)                     | 7 sierpnia 1918   | 11 listopada 1921 | Kolumbijska Partia Konserwatywna    |
| 10 |                 | Jorge Holguín Mallarino (1848–1928)                | 11 listopada 1921 | 7 sierpnia 1922   | Kolumbijska Partia Konserwatywna    |
| 11 |                 | Pedro Nel Ospina Vázquez (1858–1927)               | 7 sierpnia 1922   | 7 sierpnia 1926   | Kolumbijska Partia Konserwatywna    |
| 12 |                 | Miguel Abadía Méndez (1867–1947)                   | 7 sierpnia 1926   | 7 sierpnia 1930   | Kolumbijska Partia Konserwatywna    |
| 13 |                 | Enrique Olaya Herrera (1880–1937)                  | 7 sierpnia 1930   | 7 sierpnia 1934   | Kolumbijska Partia Liberalna        |
| 14 |                 | Alfonso López Pumarejo (1886–1959)                 | 7 sierpnia 1934   | 7 sierpnia 1938   | Kolumbijska Partia Liberalna        |
| 15 |                 | Eduardo Santos Montejo (1888–1974)                 | 7 sierpnia 1938   | 7 sierpnia 1942   | Kolumbijska Partia Liberalna        |
| 16 |                 | Alfonso López Pumarejo (1886–1959)                 | 7 sierpnia 1942   | 7 sierpnia 1946   | Kolumbijska Partia Liberalna        |
| 17 |                 | Mariano Ospina Pérez (1891–1976)                   | 7 sierpnia 1946   | 7 sierpnia 1950   | Kolumbijska Partia Konserwatywna    |
| 18 |                 | Laureano Gómez Castro (1889–1965)                  | 7 sierpnia 1950   | 13 czerwca 1953   | Kolumbijska Partia Konserwatywna    |
| 19 |                 | Gustavo Rojas Pinilla (1900–1975)                  | 13 czerwca 1953   | 10 maja 1957      | bezpartyjny                         |
|    |                 | Junta wojskowa                                     | 10 maja 1957      | 7 sierpnia 1958   |                                     |
| 20 |                 | Alberto Lleras Camargo (1906–1990)                 | 7 sierpnia 1958   | 7 sierpnia 1962   | Kolumbijska Partia Liberalna        |
| 21 |                 | Guillermo León Valencia Muñoz (1909–1971)          | 7 sierpnia 1962   | 7 sierpnia 1966   | Kolumbijska Partia Konserwatywna    |
| 22 |                 | Carlos Lleras Restrepo (1908–1994)                 | 7 sierpnia 1966   | 7 sierpnia 1970   | Kolumbijska Partia Liberalna        |
| 23 |                 | Misael Pastrana Borrero (1923–1997)                | 7 sierpnia 1970   | 7 sierpnia 1974   | Kolumbijska Partia Konserwatywna    |
| 24 |                 | Alfonso López Michelsen (1913–2007)                | 7 sierpnia 1974   | 7 sierpnia 1978   | Kolumbijska Partia Liberalna        |
| 25 |                 | Julio César Turbay Ayala (1916–2005)               | 7 sierpnia 1978   | 7 sierpnia 1982   | Kolumbijska Partia Liberalna        |
| 26 |                 | Belisario Betancur (1923–2018)                     | 7 sierpnia 1982   | 7 sierpnia 1986   | Kolumbijska Partia Konserwatywna    |
| 27 |                 | Virgilio Barco Vargas (1921–1997)                  | 7 sierpnia 1986   | 7 sierpnia 1990   | Kolumbijska Partia Liberalna        |
| 28 |                 | César Gaviria (1947–)                              | 7 sierpnia 1990   | 7 sierpnia 1994   | Kolumbijska Partia Liberalna        |
| 29 |                 | Ernesto Samper Pizano (1950–)                      | 7 sierpnia 1994   | 7 sierpnia 1998   | Kolumbijska Partia Liberalna        |
| 30 |                 | Andrés Pastrana Arango (1954–)                     | 7 sierpnia 1998   | 7 sierpnia 2002   | Kolumbijska Partia Konserwatywna    |
| 31 |                 | Álvaro Uribe (1952–)                               | 7 sierpnia 2002   | 7 sierpnia 2010   | Najpierw Kolumbia                   |
| 32 |                 | Juan Manuel Santos (1951–)                         | 7 sierpnia 2010   | 7 sierpnia 2018   | Społeczna Partia Jedności Narodowej |
| 33 |                 | Iván Duque Márquez (1976–)                         | 7 sierpnia 2018   | 7 sierpnia 2022   | Demokratyczne Centrum               |
| 34 |                 | Gustavo Petro (1960–)                              | 7 sierpnia 2022   |                   | Humane Colombia                     |